# Цератофій багаторогий
Цератофій багаторогий (Ceratophyus polyceros) — вид жуків, що зустрічається в степах і напівпустелях Євразії. Занесений до Червоної книги України.

## Морфологічні ознаки
Відносно великі жуки. Тіло видовженоовальне, випукле, коричневе або смоляночорне. Низ тіла покритий чорно-бурими волосинками. Довжина тіла 18-28 мм. Вершина наличника самця видається вперед у вигляді довгого рогу (у самок — короткого гострого горбика), на передньому краю передньоспинки самця розвинений довгий ріг (у самок в цьому місці знаходяться 2 коротких та гострих горбики).

## Ареал
Поширений у степах та напівпустелях Євразії від долини Дніпра на заході до Тургайського прогину на сході; також вздовж східного узбережжя Аральського моря проникає в Середню Азію — на південь до північної межі Каракалпакії.
За даними Червоної книги України зберігся лише на території Херсонської області, тоді як інші автори вказують ареал від Миколаївської та Черкаської областей до Харківської та Луганської.
Зустрічається поодинокими екземплярами, рідко. Причини зміни чисельності — розорювання цілинних степових ділянок.

## Особливості біології та наукове значення
Генерація дворічна. Викопує під гноєм глибокі (до 1,5-2 м) нори з численними камерами, в які запасає гній для харчування своїх личинок, причому жук піклується про своє потомство. Активний в нічні години з травня до липня. Жук, що відродився з лялечки, зимує у норі. На території України заселяє переважно піщані ґрунти річкових долин. Харчується гноєм коней та великої рогатої худоби.

## Охорона та значення
Занесений до Червоної книги України, категорія — вразливий. Знаходиться під охороною в заповіднику «Асканія-Нова».
Господарське та комерційне значення виду — перероблює гній великої рогатої худоби та коней, тому сприяє збагаченню ґрунтів біодобривами та мінералами.